# Беддінгтон (Мен)
Беддінгтон (англ. Beddington) — місто (англ. town) в США, в окрузі Вашингтон штату Мен. Населення — 60 осіб (2020).

## Демографія
Згідно з переписом 2010 року, у місті мешкало 50 осіб у 28 домогосподарствах у складі 15 родин. Було 321 помешкання
Расовий склад населення:
| - 94,0 % — білих - 2,0 % — азіатів - 4,0 % — осіб інших рас |

До двох чи більше рас належало 0,0 %. Частка іспаномовних становила 0,0 % від усіх жителів.
За віковим діапазоном населення розподілялося таким чином: 6,0 % — особи молодші 18 років, 74,0 % — особи у віці 18—64 років, 20,0 % — особи у віці 65 років та старші. Медіана віку мешканця становила 57,7 року. На 100 осіб жіночої статі у місті припадало 127,3 чоловіків;  на 100 жінок у віці від 18 років та старших — 123,8 чоловіків також старших 18 років.
Середній дохід на одне домашнє господарство  становив 50 919 доларів США (медіана — 31 250), а середній дохід на одну сім'ю — 41 933 долари (медіана — 32 083). 
Цивільне працевлаштоване населення становило 28 осіб. Основні галузі зайнятості: сільське господарство, лісництво, риболовля — 46,4 %, освіта, охорона здоров'я та соціальна допомога — 21,4 %, мистецтво, розваги та відпочинок — 10,7 %, транспорт — 7,1 %.